# Наджабов, Джалил Бабирович
Джалил Бабирович Наджабов (азерб. Cəlil Bəbir oğlu Nəcəbov; 1913 — 1971) — советский военнослужащий, гвардии полковник, участник Великой Отечественной войны. Командир 323-го стрелкового полка 128-й горнострелковой дивизии, участвовавшего в освобождении Ялты от немецких войск. Был награждён орденом Красного Знамени, орденом Отечественной войны I степени, двумя орденами Красной Звезды, а также медалями. Почётный гражданин города Ялта.

## Биография

### Юность
Джалил Наджабов родился в 1913 году в селе Поладлы Шушинского уезда Елизаветпольской губернии (ныне — в Агдамском районе Азербайджана). По национальности — азербайджанец. В 1933 году окончил педагогический техникум, после чего добровольно вступил в ряды РККА. В 1937 году окончил Тбилисское военное училище имени 26 Бакинских комиссаров. С 1940 года был членом ВКП(б).

### Великая Отечественная война
22 июня 1941 года Наджабов занимал должность командира роты Одесского пехотного училища, когда началась Великая Отечественная война. В составе войск Южного фронта, защищал город Николаев. 4 июля 1941 года в районе села Волошино (вблизи Миллерово) 1-й батальон 1121-го стрелкового полка, в котором сражался капитан Наджабов, был обойдён танками и мотопехотой противника. Капитаном Наджабовым была организована оборона. Благодаря действиями батальона Наджабова продвижение мотопехоты противника было на два часа задержано.
17 мая 1942 года Наджабов находился в обороне под Краматорском, где, лично командуя ротой автоматчиков, на 4 часа задержал наступление противника силой до полка пехоты и нанёс ему тяжелый урон. Бойцами под командованием Джалила Наджабова было остановлено 4 атаки немецев. После же капитан Наджабов по приказу командования остановил подразделения противника и в течение часа организовал оборону второго эшелона. В итоге продвижение врага было задержано до 21:00. В этом бою капитан Наджабов был ранен (получил осколочное ранение правой ноги), но не покинул поля боя. За личное мужество и умелое руководство подразделением был представлен к награждению орденом Красного Знамени, однако награждён не был.
В сентябре 1942 года капитан Джалил Наджабов был назначен на должность заместителя по строевой части командира 1041-го стрелкового полка 223-й азербайджанской стрелковой дивизии. В составе данного полка принимал активное участие в освобождении Моздока, Георгиевска, Краснодара. Командир полка майор Козиев отразил эпизоды боевой деятельности Наджабова в июле 1941 — мае 1942 гг. в новом представлении Наджабова к награждению. Приказом № 015/н от 31 января 1943 года по войскам Закавказского фронта капитан был награждён орденом Красной Звезды.
В 1944 году Наджафов назначен командиром 323-го гвардейского стрелкового полка 128-й гвардейской Туркестанской стрелковой дивизии. 16 апреля 1944 года вместе со своим полком Наджабов принимал участие в освобождении Крыма. 323-й гвардейский стрелковый полк под командованием Наджабова первым ворвался в город Ялту и очистил его от противника. 323-й гвардейский стрелковый полк Наджабова получил почётное наименование Ялтинский.
Гвардии подполковник Джалил Бабир оглу Наджабов награждён также орденом Боевого Красного Знамени, а также медалями «За боевые баслуги» и «За оборону Кавказа».

Наградные листы
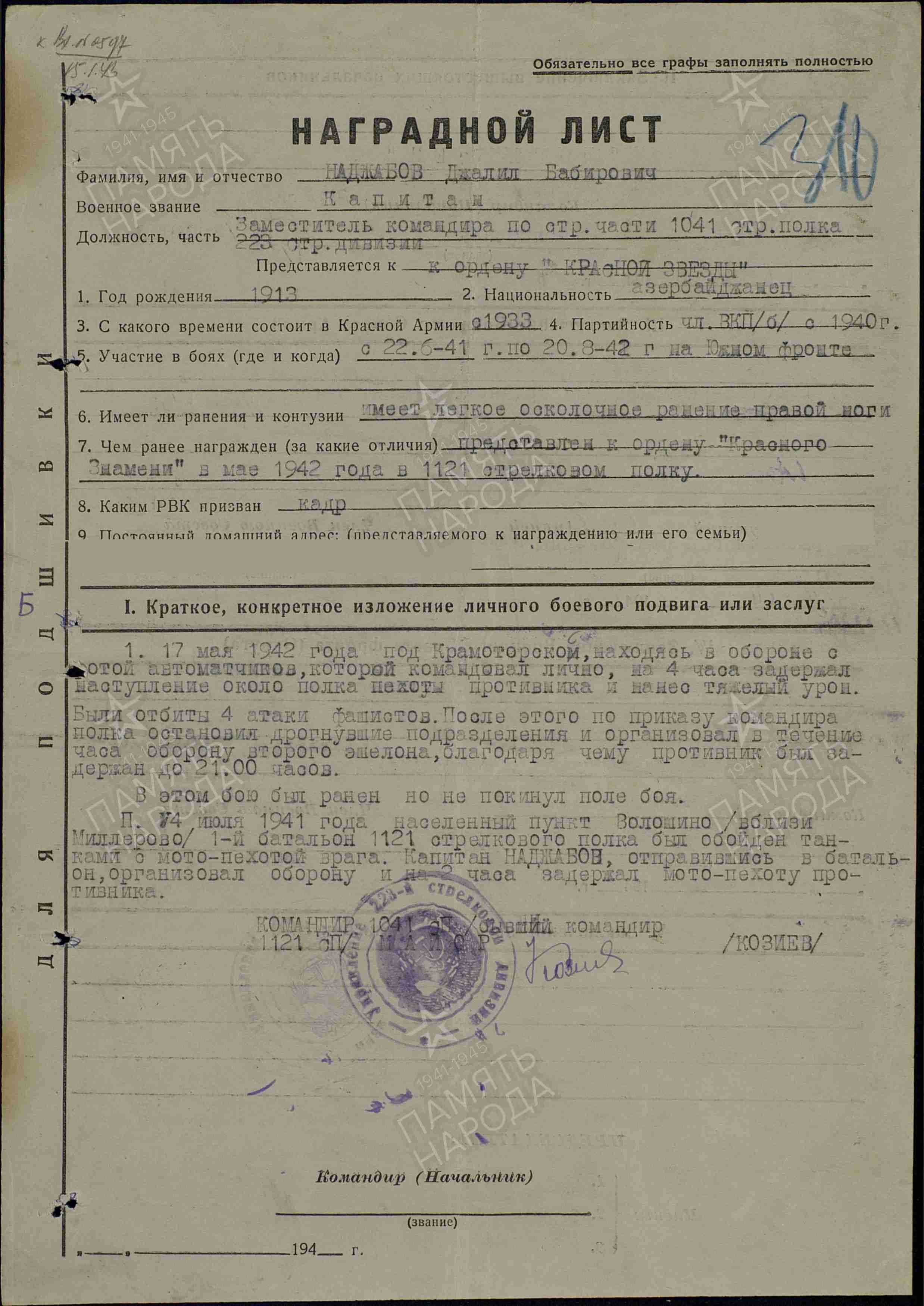
Наградной лист к Ордену Красной Звезды (31 января 1943)
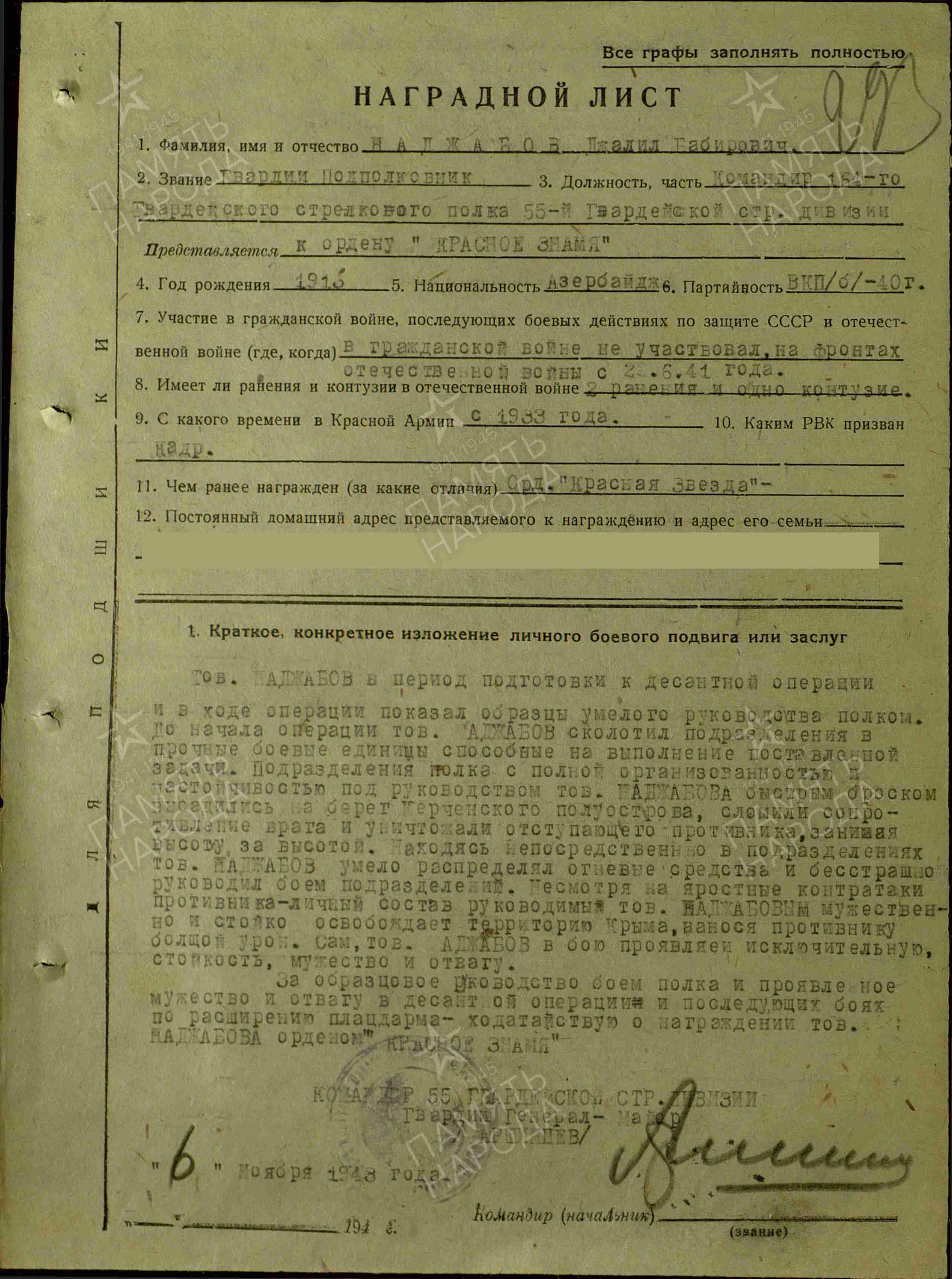
Наградной лист к Ордену Красного Знамени (6 ноября 1943)
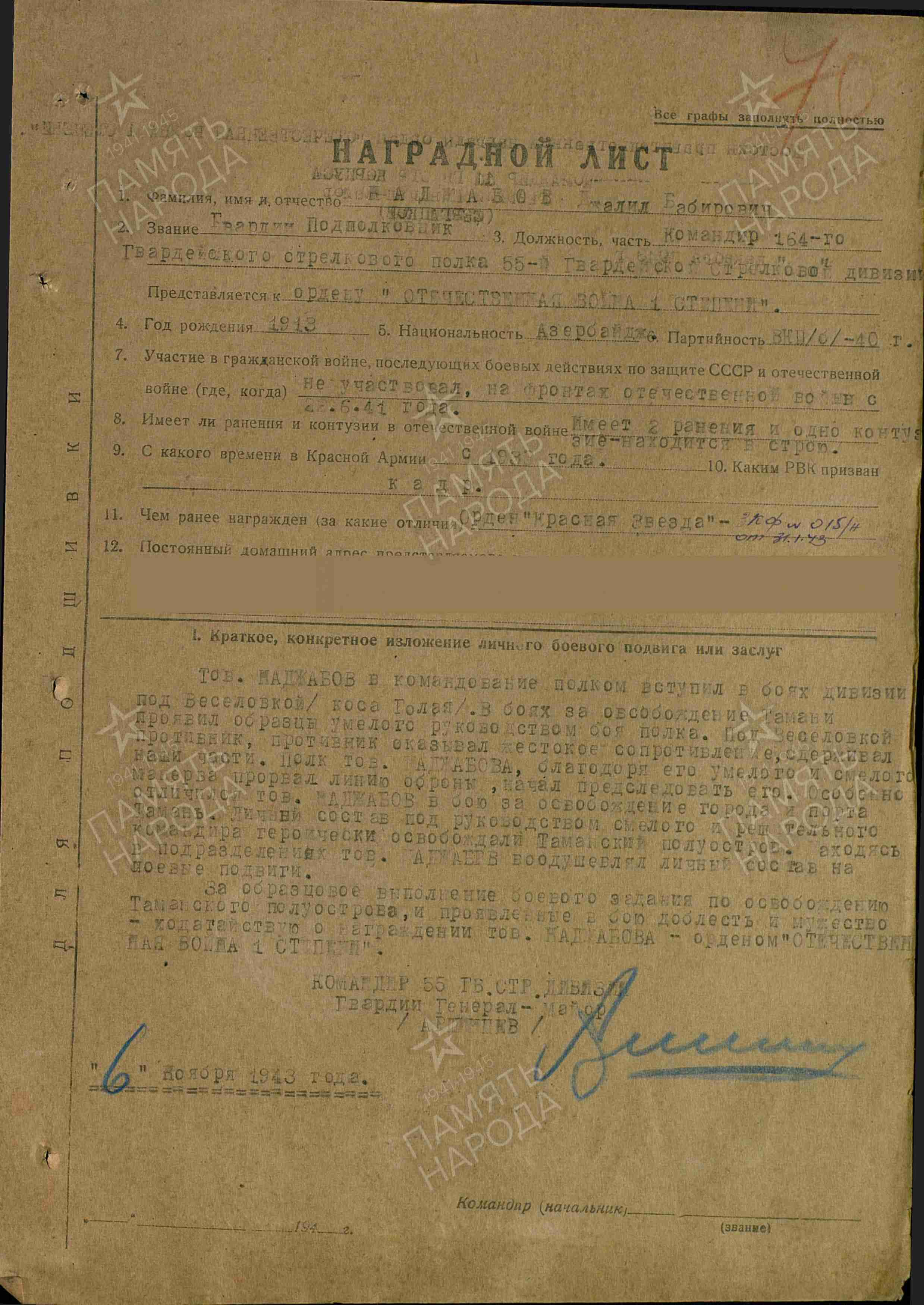
Наградной лист к Ордену Отечественной войны I степени (6 ноября 1943)

### Послевоенные годы
После войны Джалил Наджабов занимал высокие государственные посты в Азербайджане.
В 1969 году в связи с 25-летием освобождения Ялты от фашистов Джалилю Наджабову было присвоено звание «Почётный гражданин города Ялта».
В 1971 году Джалил Наджабов скончался. У него остался сын. Внук Наджабова был назван в честь деда и проживает в Баку.

## Память
Награды и некоторые личные вещи Наджабова хранятся в Ялтинском историко-литературном музее.
В честь Наджабова был назван сквер у автовокзала Ялты.
17 сентября 2009 года на Градостроительном совете города было рассмотрено «Эскизное предложение установки памятного знака с барельефом Почётного гражданина Ялты, командира 323 гвардейского полка 128 стрелковой дивизии Наджабова Н. Д. в сквере в районе автовокзала». На градсовете было принято решение согласиться с местом размещения, доработав пластическое решение стелы.
В мае 2013 года в сквере имени Джалиля Наджабова по инициативе Азербайджанской общины Крыма были установлены 3 мемориальные таблички Джалилю Наджабову.
7 мая 2016 года в Ялте в сквере имени Наджабова по инициативе Азербайджанской общины Крыма был открыт памятник Джалилу Наджабову. Благодарственное письмо, которое зачитали на торжественной церемонии, из Баку прислал сын Джалила Наджабова.